# Penicillium osmophilum
Penicillium osmophilum är en svampart som beskrevs av Stolk & Veenb.-Rijks 1974. Penicillium osmophilum ingår i släktet Penicillium och familjen Trichocomaceae.   Inga underarter finns listade i Catalogue of Life.